# Joe & The Anchor
Joe & The Anchor är ett popband från Malmö som består av de fyra barndomsvännerna Joakim Rosenlund, Robin Zhang, Viktor Edsjö och Ruben Sonesson. Gruppen bildades 2015 och 2019 släpptes debutalbumet Antidote via Sony Music Sweden.
Joe & The Anchor har gjort flera live-framträdanden - bland annat på Finsperry Festival 2020 och Låt Live Leva 2021 samt varit förband till bland annat Mando Diao.
2021 släpptes singeln "Wait On Me" och EP-skivan Blue.

## Diskografi

### Studioalbum
- 2019 - Antidote

### EP-skivor
- 2021 - Blue

### Singlar
- 2018 - "Wide Awake"
- 2018 - "Under My Skin"
- 2019 - "My Kicks"
- 2019 - "Someone Else"
- 2019 - "My Kicks" (Swedz remix)'
- 2020 - "So Bad"
- 2020 - "Get The Vibe"
- 2020 - "Lou Lou"
- 2020 - "Wait On Me"